# جان بيار ديلوناي
جان بيار ديلوناي (بالفرنسية: Jean-Pierre Delaunay)‏ هو لاعب كرة قدم فرنسي في مركز الدفاع، ولد في 17 يناير 1966 في Sainte-Adresse ‏ في فرنسا. لعب مع دندي يونايتد ونادي لوهافر.

## وصلات خارجية
- جان بيار ديلوناي على موقع رابطة كرة القدم الفرنسية للمحترفين (الإنجليزية)
- جان بيار ديلوناي على موقع قاعدة بيانات كرة القدم.إي يو (الإنجليزية)
- جان بيار ديلوناي على موقع Soccerbase.com (لاعب) (الإنجليزية)
- جان بيار ديلوناي على موقع عالم كرة القدم.نت (الإنجليزية)